# Líneas Aéreas Federales
 Líneas Aéreas Federales Sociedad Anónima (LAFSA) fue una aerolínea estatal argentina fundada en el 2003.  La aerolínea nunca tuvo aviones ni voló. LAFSA provocó un gasto de más de US$ 40.000.000 en los primeros cuatro años. Entró en liquidación desde el 2009. Hasta 2012 se le siguió asignando presupuesto y contó con cinco empleados a cargo de la liquidación.

## Historia
La aerolínea fue establecida por decreto el 21 de mayo de 2003, durante los últimos días del gobierno de Eduardo Duhalde, con el propósito de ser una empresa estatal temporal hasta su privatización tomando el personal de LAPA y DINAR, que contaban con 859 y 350 empleados respectivamente. El artículo 2° establecía que el 100% del capital de la sociedad a crearse pertenecería al Estado Nacional, componiéndose de la siguiente manera: el 20% por Intercargo Sociedad Anónima Comercial, el 40% por el Ministerio de Economía y 40% restante por el Ministerio de Planificación Federal. El artículo 7 establecía un plazo de 180 días luego de iniciados los servicios del Ministerio de la Producción para comenzar el proceso de privatización. Se designó como Presidente de LAFSA a José Alberto Bidart. El 23 de septiembre, se firmó un acuerdo de cooperación entre LAFSA y Southern Winds (SW), en el que LAFSA aportaba los fondos para afrontar gastos de combustible (hasta $3.200.000 de pesos mensuales durante los primeros seis meses) a cambio de que SW tomara paulatinamente empleados de LAFSA. En ese entonces, SW estaba con dificultades económicas y era la única posibilidad para seguir operando. Durante los primeros meses, las partidas presupuestarias de cada ministerio no estaban listas y el combustible para que SW pueda operar lo pagó Repsol YPF. Para septiembre había prestado al Estado casi $2 millones de pesos.
En octubre el, en ese entonces presidente, Néstor Kirchner inauguró la línea estatal. En su discurso dijo que la compañía permitirá "unir la Argentina y terminar con los caprichos de los vuelos organizados por determinados grupos en forma monopólica". Estuvieron presentes en el acto Julio de Vido, Aníbal Fernández, Enrique Meyer, y Ricardo Jaime. El mismo día de la inauguración, Aerolíneas Argentinas, en ese entonces privada, publicó avisos en los diarios ofreciendo 1200 empleos.

Apostamos a un buen resultado, sabemos que los escépticos van a estar esperando que fracase, pero nosotros estamos convencidos de que la calidad empresaria y la calidad de los trabajadores permitirán que esto pueda funcionar.
Nestor Kirchner, en un discurso pronunciado en el Aeroparque antes del despegue del primer avión con la identificación “LAFSA-Southern Winds”

LAFSA solicitó la concesión de servicios regulares internos de transporte aéreo de pasajeros, carga y
correo con aeronaves de gran porte, con facultad de alterar u omitir escalas, en las rutas:
| nº | Ruta                                                                                               |
| -- | -------------------------------------------------------------------------------------------------- |
| 1  | Buenos Aires – Puerto Madryn – Ushuaia – El Calafate – Ushuaia – Puerto Madryn – Buenos Aires      |
| 2  | Buenos Aires – Ushuaia – Buenos Aires                                                              |
| 3  | Buenos Aires – Comodoro Rivadavia – Ushuaia – Puerto Argentino – Comodoro Rivadavia – Buenos Aires |
| 4  | Buenos Aires – Bariloche – El Calafate - Bariloche – Buenos Aires                                  |
| 5  | Buenos Aires – Bariloche – Buenos Aires                                                            |
| 6  | Buenos Aires – Iguazú – Buenos Aires                                                               |
| 7  | Buenos Aires – Iguazú – Salta – Iguazú – Buenos Aires                                              |
| 8  | Buenos Aires – Salta – Buenos Aires                                                                |
| 9  | Buenos Aires – Tucumán – Salta – Tucumán – Buenos Aires                                            |
| 10 | Buenos Aires – Mendoza – San Juan – Mendoza – Buenos Aires                                         |
| 11 | Buenos Aires – Córdoba – Mendoza – Córdoba – Buenos Aires                                          |
| 12 | Buenos Aires – Córdoba – San Juan – Córdoba – Buenos Aires                                         |
| 13 | Buenos Aires – Córdoba – Salta – Córdoba – Buenos Aires                                            |
| 14 | Buenos Aires – Bahia Blanca – Buenos Aires                                                         |
| 15 | Buenos Aires – Río Gallegos – Puerto Argentino – Río Gallegos – Buenos Aires                       |

La solicitud para operar vuelos fue aprobada en marzo de 2004 y las rutas solicitadas (con el agregado de las Islas Malvinas) en mayo. La Subsecretaria de Transporte Aerocomercial estableció como uno de sus objetivos supervisar a LAFSA.
En el 2009, la Presidencia de la Nación consideró que fueron cumplidos los
objetivos del Decreto Nº 1238/03, y decretó la liquidación de LAFSA en un plazo de 180 días. La liquidación quedó a cargo de José Alberto Bidart. En el 2010, vencido el plazo 180 días establecido, el vicepresidente Amado Boudou lo prorrogó un año más hasta completar definitivamente la liquidación.
Hasta 2012 LAFSA tenía 5 empleados y seguía en liquidación con un presupuesto anual de $ 2.5 millones.

## Presupuesto
| Año  | Ingresos de operación        | Gastos de operación       | Ingresos de capital | Gastos de capital | Ref.                        |
| ---- | ---------------------------- | ------------------------- | ------------------- | ----------------- | --------------------------- |
| 2003 | $ 0                          | $ 8.757.067               | $ 0                 | $ 1.942.933       | [ 17 ]                      |
| 2004 | $ 0 (estimados $ 30.991.131) | $ 91.119.639              | $ 0                 | $ 6.508.989       | [ 19 ] [ 20 ]               |
| 2005 | $ 1.175.262                  | $ 36.972.381              | $ 0                 | $ 644.614         | [ 21 ] [ 22 ]               |
| 2006 | $ 1.200.000                  | $ 6.933.000 / $ 6.764.736 | $ 0                 | $ 0               | [ 23 ] [ 24 ] [ 25 ] [ 26 ] |
| 2007 | $ 1.200.00                   | $ 6.440.000               | $ 0                 | $ 0               | [ 27 ] [ 28 ]               |
| 2008 | ??                           | ??                        | ??                  | ??                |                             |
| 2009 | ??                           | ??                        | ??                  | ??                |                             |
| 2010 | $ 0                          | $ 3.924.150               | $ 0                 | $ 0               | [ 29 ]                      |
|      |                              |                           |                     |                   |                             |
| 2012 | $ 0                          | $ 2.500.636               | $ 0                 | $ 75.000          | [ 30 ]                      |